# Fire Eagle
Fire Eagle era un servizio di proprietà di Yahoo! che memorizzava la posizione di un utente e la condivideva con altri servizi autorizzati. Fu creato come Yahoo! Brickhouse da una squadra che includeva tra gli altri Evan Henshaw-Plath, Tom Coates, Simon Willison, Jeannie H. Yang, Mor Naaman, Seth Fitzsimmons, Simon King, e Chris Martin.
Un utente poteva autorizzare altri servizi e applicazioni per aggiornare o accedere a queste informazioni tramite Fire Eagle API, consentendo ad un utente di aggiornare la propria posizione una volta e poi utilizzarlo su qualsiasi sito web di Fire Eagle. L'intenzione di Fire Eagle doveva servire da intermediario centrale per i dati di localizzazione. I servizi che sostenevano Fire Eagle erano Pownce, Dopplr, Brightkite e Movable Type.
Il servizio Fire Eagle è stato uno dei primi siti ad utilizzare il protocollo OAuth per collegare i servizi insieme.
Fire Eagle ha chiuso a partire da febbraio 2013.